# جونا زاكس
جونا زاكس (بالإنجليزية: Jonah Sachs)‏ هو مسير أعمال أمريكي، ولد في 19 مايو 1975 في بروكلين في الولايات المتحدة.